# Acta onomastica
Acta onomastica je český jazykovědný časopis vydávaný dvakrát ročně Ústavem pro jazyk český Akademie věd České republiky pod ISSN 1211-4413.
Je jediným onomastickým časopisem v Česku a je vysoce ceněn českými i zahraničními vědci. Byl založen v roce 1960 Vladimírem Šmilauerem a Janem Svobodou.
Vladimír Šmilauer byl zároveň až do roku 1983 jeho vedoucím redaktorem, od roku 1984 byla vedoucí redaktorkou Miloslava Knappová, poté zastávala tuto funkci v letech 1993–2003 Libuše Olivová-Nezbedová, po ní v letech 2004–2017 Milan Harvalík. Současným vedoucím redaktorem je Pavel Štěpán (od 2017).
Časopis se původně jmenoval Zpravodaj Místopisné komise ČSAV (1960–1982), poté Onomastický zpravodaj ČSAV (1983–1992) a Onomastický zpravodaj (1993–1994). Od 36. ročníku (1995) nese časopis současný název Acta onomastica.
Časopis je indexován v mezinárodních databázích SCOPUS, Erih +, Cejsh a Ebsco. 